# Nathan Darrow
Nathan Darrow (* 21. Juni 1976 in Kansas City, Missouri) ist ein US-amerikanischer Schauspieler. Bekannt wurde er hauptsächlich durch die Rolle des Secret-Service-Agenten „Edward Meechum“ in der Netflix-Serie House of Cards.

## Leben und Karriere
Nach dem High-School-Abschluss an der Shawnee Mission North High School in Overland Park (Kansas) machte er seinen Bachelor in Theatre performance and literature an der University of Evansville in Evansville (Indiana). Daraufhin setzte er seine Ausbildung als Schauspieler an der New York University in New York City fort.
Nach seiner Rückkehr nach Kansas City im Jahr 2003 spielte er in verschiedenen Theaterstücken von William Shakespeare mit, unter anderem Romeo und Julia und Heinrich V. 2009 zog er nach New York um, um in weiteren Theaterstücken mitzuspielen. In den Jahren 2011 und 2012 spielte er beim Shakespeare-Stück Richard III. mit, bei dem auch Kevin Spacey mitspielte. Dies führte zu der Rolle als Secret Service-Agent in der Fernsehserie House of Cards, die von 2013 bis 2019 auf Netflix veröffentlicht wurde. In dieser spielte er von 2013 bis 2016 den Personenschützer Edward Meechum.

## Filmografie
- 2006: Ambrose Bierce: Civil War Stories
- 2008: Fantastic Magnifico (Kurzfilm)
- 2009: Rigged
- 2013–2016: House of Cards (Fernsehserie, 35 Folgen)
- 2014: Blue Bloods – Crime Scene New York (Blue Bloods, Fernsehserie, Folge 5x02)
- 2015: The Inherited
- 2015–2018: Gotham (Fernsehserie, 13 Folgen)
- 2016: Rectify (Fernsehserie, 4 Folgen)
- 2016–2017: Billions (Fernsehserie, 9 Folgen)
- 2016–2017: Preacher (Fernsehserie, 5 Folgen)
- 2017: The Wizard of Lies – Das Lügengenie (The Wizard of Lies, Fernsehfilm)
- 2019: The Blacklist (Fernsehserie, Folge 6x21)

## Auszeichnungen
Screen Actors Guild Award
- 2015: Nominierung in der Kategorie Bestes Schauspielensemble in einer Dramaserie für House of Cards